# Sunny Anastasi
Sunny Anastasi, pseudonimo di Savier Anastasi (Msida, 5 aprile 1934 – 16 ottobre 2012), è stato un calciatore maltese, di ruolo difensore.

## Carriera

### Club
Ha giocato sempre con gli Hibernians, squadra di cui è stato una bandiera e con cui vinse la prima storica Coppa di Malta per il club.

### Nazionale
Ha collezionato due presenze con la propria Nazionale. Fece il suo esordio il 18 giugno 1961, in un'amichevole contro una selezione della Serie C italiana per festeggiare i 45 anni della MFA. Pochi mesi più tardi giocò da titolare anche l'amichevole pareggiata contro la Norvegia.

## Statistiche

### Cronologia presenze e reti in Nazionale
| Cronologia completa delle presenze e delle reti in nazionale ― Malta | Cronologia completa delle presenze e delle reti in nazionale ― Malta | Cronologia completa delle presenze e delle reti in nazionale ― Malta | Cronologia completa delle presenze e delle reti in nazionale ― Malta | Cronologia completa delle presenze e delle reti in nazionale ― Malta | Cronologia completa delle presenze e delle reti in nazionale ― Malta | Cronologia completa delle presenze e delle reti in nazionale ― Malta | Cronologia completa delle presenze e delle reti in nazionale ― Malta |
| Data                                                                 | Città                                                                | In casa                                                              | Risultato                                                            | Ospiti                                                               | Competizione                                                         | Reti                                                                 | Note                                                                 |
| -------------------------------------------------------------------- | -------------------------------------------------------------------- | -------------------------------------------------------------------- | -------------------------------------------------------------------- | -------------------------------------------------------------------- | -------------------------------------------------------------------- | -------------------------------------------------------------------- | -------------------------------------------------------------------- |
| 18-6-1961                                                            | Gżira                                                                | Malta                                                                | 0 – 3                                                                | Italia                                                               | Amichevole                                                           | -                                                                    |                                                                      |
| 5-11-1961                                                            | Gżira                                                                | Malta                                                                | 1 – 1                                                                | Norvegia                                                             | Amichevole                                                           | -                                                                    |                                                                      |
| Totale                                                               |                                                                      | Presenze                                                             | 2                                                                    |                                                                      | Reti                                                                 | 0                                                                    |                                                                      |

## Palmarès

### Club
- Coppa di Malta: 1

Hibernians: 1961-1962